# Bolesław Stelmach
Bolesław Stelmach (ur. 30 maja 1956 w Moskwie) – polski architekt, laureat Honorowej Nagrody Stowarzyszenia Architektów Polskich, dyrektor Narodowego Instytutu Architektury i Urbanistyki (od 2017).

## Życiorys
Ukończył studia na Wydziale Architektury Politechniki Krakowskiej w 1980 roku. Podyplomowe studia planowania przestrzennego na Wydziale Architektury Politechniki Warszawskiej ukończył w 1984 roku, a w 2009 roku uzyskał stopień doktora inżyniera architekta. W 2016 uzyskał na Wydziale Architektury Politechniki Warszawskiej stopień doktora habilitowanego. W 2022 uzyskał tytuł profesora nauk inżynieryjno-technicznych w dyscyplinie architektura i urbanistyka.

Od 1985 roku, po otrzymaniu uprawnień, prowadzi samodzielną praktykę projektową i dydaktyczną – obecnie Stelmach i Partnerzy Biuro Architektoniczne Sp. z o.o.

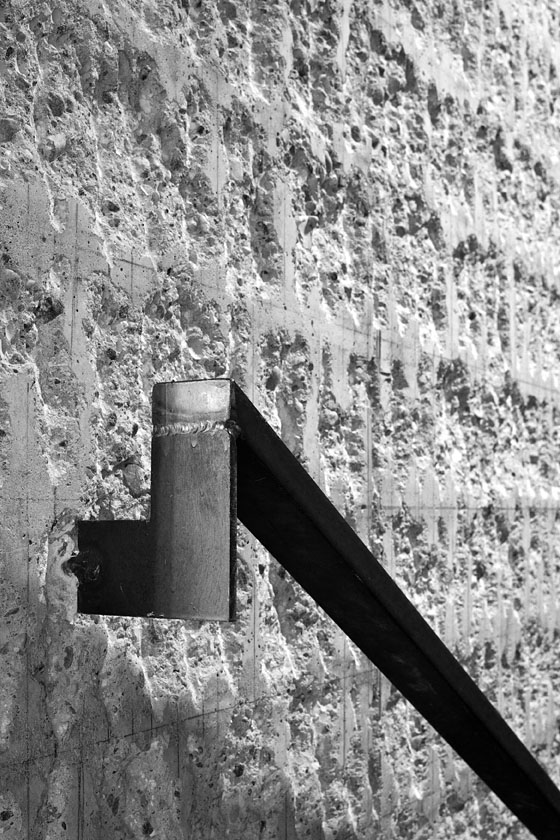
Centrum Chopinowskie w Warszawie – Detal Balustrad

Jest laureatem wielu międzynarodowych i ogólnopolskich konkursów architektonicznych, m.in. Domu dostępnego (1995), rozbudowy siedziby Sejmu Rzeczypospolitej Polskiej w Warszawie (2001), przebudowy kwartału Foksal w Warszawie (2002), Lubelskiego Parku Naukowo-Technologicznego (2003), Centrum Chopinowskiego w Warszawie (2005), Rewaloryzacji Parku w Żelazowej Woli wraz z obiektami obsługi turystów, administracji i zaplecza gospodarczego (2006) i Przebudowy „Teatru w budowie” na „Centrum Spotkania Kultur w Lublinie” (2009).
W 2011 roku Sąd Okręgowy w Lublinie skazał architekta na 7,5 tys. złotych grzywny za „podawanie nieprawdziwych informacji w zeznaniach oraz deklaracjach podatkowych jako współwłaścicielowi i prokurentowi biura architektonicznego Stelmach i Partnerzy Biuro Architektoniczne Sp. z o.o.”. Zdaniem prowadzących sprawę biuro architektoniczne nie zapłaciło ponad 600 tys. złotych Urzędowi Skarbowemu. Wyrok został uprawomocniony.
Między 2013 a 2017 przewodniczący, a od 2017 członek Głównej Komisji Urbanistyczno-Architektonicznej.
Od 21 listopada 2017 pełni obowiązki dyrektora Narodowego Instytutu Architektury i Urbanistyki.

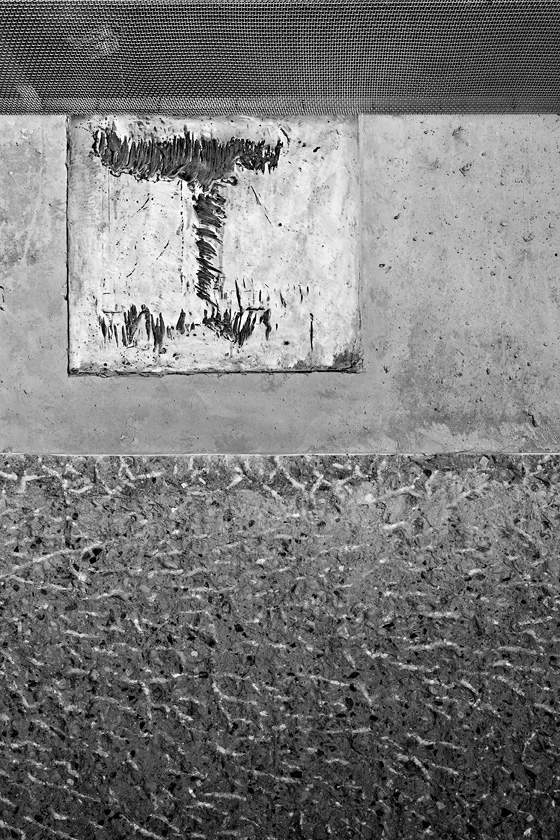
Sejm RP – Detal Ściany Szczelinowej

## Ważniejsze realizacje
- 1992 – Dom Fundacji Jana Pawła II w Lublinie
- 1994 – Oddział Okręgowy NBP
- 1996 – Dom Dostępny w Warszawie
- 1999 – Centrum Promocji i Biuro Obsługi Klienta Telekomunikacji Polskiej S.A. W Lublinie
- 2004 – Budynek Hydroterapii w Nałęczowie
- 2005 – Budynek sanatoryjny przy sanatorium Fortunat w Nałęczowie
- 2006 – Rozbudowa Wojewódzkiej Biblioteki Publicznej im. H. Łopacińskiego w Lublinie
- 2008 – Zana House w Lublinie
- 2009 – Budynek administracyjno-biurowy z częścią magazynową i garażem Sejmu RP w Warszawie
- 2009 – Centrum Chopinowskie w Warszawie
- 2009 – Rewaloryzacja parku w Żelazowej Woli

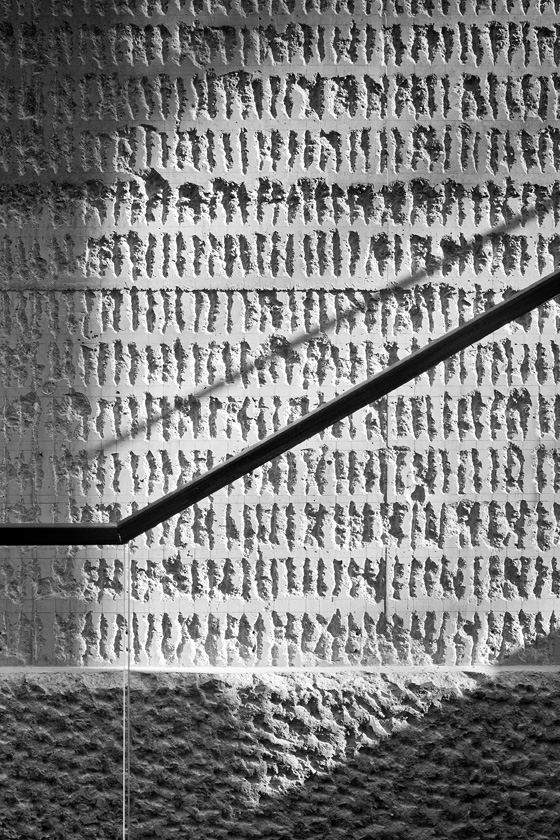
Sejm RP – Faktury Betonu

## Publikacje
- Bolesław Stelmach Symbolizm tradycyjny, Architektura 6/84 s. 40–41
- Bolesław Stelmach Planowanie przy udziale społeczności lokalnej na przykładzie Frampola, Człowiek i Środowisko 13/1/1989 s. 21-41
- Krzysztof Mycielski Nowe oblicze Sejmu, Architektura Murator 9/2001, s. 44–52
- Bolesław Stelmach Basen w Nałęczowie, Architektura Murator 12/2005, s. 57
- Bolesław Stelmach Hotel przy sanatorium w Nałęczowie, Architektura Murator 12/2007, s. 69
- Bolesław Stelmach Architektura minimalistyczna, wybrane aspekty s. 414–418, Definiowanie przestrzeni architektonicznej. Co z tym pięknem architektury współczesnej, Wydawnictwo Politechniki Krakowskiej im. Tadeusza Kościuszki, Architektura 2.6-a/2007 zeszyt 13 /rok 104/
- Bolesław Stelmach Minimaliści a awangarda. Tendencje minimalistyczne we współczesnej architekturze w świetle koncepcji architektury 'oryginalnego porządku' awangardy lat 30-tych, Wydawnictwo Politechniki Krakowskiej im. Tadeusza Kościuszki, 2008
- Bolesław Stelmach Biblioteka Publiczna w Lublinie, Architektura Murator 1/2008, s. 56–57
- Adolph Stiller Polen – Architektur, Architektur in Ringturm XVIII, 2008, s. 148
- Bolesław Stelmach Lublin kreatywny, Lublin 2020 wizje rozwojowe, Wydawnictwo WSPiA, Lublin 2009, s. 79–90
- Bolesław Stelmach Minimalizm a awangarda. Tendencje minimalistyczne we współczesnej architekturze w świetle koncepcji architektury 'oryginalnego porządku' awangardy lat 30 XX w., teka komisji Arch. Urb. Stud. Krajobr. OL PAN, 2009, s. 116–123
- Bolesław Stelmach Budynek biurowy Zana House w Lublinie, Architektura Murator 4/2010, s. 66
- Bolesław Stelmach, Maciej Główka Zastosowanie betonu w dzisiejszej architekturze, Budownictwo Monolityczne, nr 1/2010, s. 14–15
- Bolesław Stelmach Na rynku – beton w architekturze, Architektura Murator nr 6/2010, s. 108–114
- Grzegorz Stiasny Rozbudowa Muzeum Fryderyka Chopina w Żelazowej Woli, Architektura Murator 8/2010, s. 36–47
- Bolesław Stelmach Rozbudowa Muzeum Fryderyka Chopina w Żelazowej Woli, Architektura Murator 8/2010, s. 37
- Grzegorz Piątek Centrum Chopinowskie w Warszawie, Architektura Murator 8/2010, s. 48–57
- Grzegorz Piątek Budynek administracyjny Kancelarii Sejmu w Warszawie, Architektura Murator, 12/2010, s. 74–81
- Bolesław Stelmach Budynek administracyjny Kancelarii Sejmu w Warszawie, Architektura Murator, 12/2010, s. 77–78
- Bolesław Stelmach Poszukiwania Struktur prace architektoniczne 1997–2011, Lublin, 2012.

## Nagrody
- 1991 – Nagroda Artystyczna Młodych im. Stanisława Wyspiańskiego
- 1994 –  Nagroda Ministra Kultury za modernizację budynku NBP w Lublinie
- 1995 – Grand Prix w Konkursie Dom Dostępny 1995 z firmą VIVA z Lublina
- 2000 – Nagroda w Konkursie „Życie w Architekturze” dla najlepszego budynku użyteczności publicznej w latach 1989-1999 w Lublinie dla budynku Centrali Pierwszego Komercyjnego Banku SA
- 2000 – Nagroda III Stopnia Ministra Rozwoju Regionalnego i Budownictwa za projekt Budynku Centrum Promocji i Biura Obsługi Klienta TP SA w Lublinie
- 2000 – Wyróżnienie SARP Polski Cement Sp. z o.o. w Konkursie na najlepszą realizację architektoniczną z użyciem technologii żelbetowej wykonaną i przekazaną do użytku do końca 1999 r. za projekt Budynku Centrum Promocji i Biura Obsługi Klienta TP SA w Lublinie
- 2001 – I Nagroda w Konkursie na rozbudowę Sejmu RP w Warszawie
- 2002 – I Nagroda w Konkursie na koncepcję zagospodarowania kwartału „FOKSAL” w Warszawie
- 2003 – I Nagroda w Konkursie na Lubelski Park Naukowo-Technologiczny
- 2005 – I Nagroda w Konkursie na budynek Centrum Chopinowskiego w Warszawie
- 2005 – Nagroda Roku Stowarzyszenia Architektów Polskich za budynek Hydroterapii w Nałęczowie
- 2005 – Nagroda I Stopnia Ministra Transportu i Budownictwa za budynek Hydroterapii w Nałęczowie
- 2006 – I Nagroda w Konkursie na Rewaloryzację Parku w Żelazowej Woli z obiektami obsługi turystów, administracji i zaplecza gospodarczego
- 2006 – II Nagroda Stowarzyszenia Architektów Polskich dla Rozbudowy Wojewódzkiej Biblioteki Publicznej im. H. Łopacińskiego w Lublinie
- 2007 – II nagroda w Konkursie na opracowanie koncepcji Europejskiego Centrum Solidarności w Gdańsku
- 2009 – I nagroda w Konkursie na opracowanie koncepcji architektonicznej budynku „Teatru w Budowie” wraz z koncepcją zagospodarowania Placu Teatralnego w Lublinie
- 2010 – Honorowej Nagrody Stowarzyszenia Architektów Polskich

## Odznaczenia
- Krzyż Oficerski Orderu Odrodzenia Polski (2015)[10]
- Brązowy Medal „Zasłużony Kulturze Gloria Artis” Ministerstwa Kultury i Dziedzictwa Narodowego.